# Cephalotaxus griffithii
Cephalotaxus griffithii ist eine Art aus der Familie der Kopfeibengewächse (Cephalotaxaceae). Sie ist im östlichen Indien, dem südlichen China und dem nördlichen Myanmar heimisch. Die Art ähnelt stark Cephalotaxus harringtonia . Deshalb wird auch der Name Cephalotaxus griffithii manchmal als ein Synonym dieser Art angesehen.

## Beschreibung
Cephalotaxus griffithii wächst als immergrüner Baum, der Wuchshöhen von bis zu 20 Metern und Brusthöhendurchmesser von 0,5 bis 1,1 Meter erreichen kann. Die hellbraune bis rötlich braune Stammborke blättert ab. Die 8 bis 24 Zentimeter langen und 4,5 bis 9,5 Zentimeter dicken Zweige sind im Querschnitt elliptisch bis länglich-elliptisch geformt.
Die relativ dünnen oder ledrigen, geraden oder leicht sichelförmig gebogenen Nadeln sind bei einer Länge von 5 bis 7,5 Zentimetern und einer Breite von rund 3 Millimetern linear bis linear-lanzettlich geformt. Sie stehen an einem 0 bis 1 Millimeter langen Stiel und gehen in einem Winkel von 45 bis 80° von den Zweigen ab. Die symmetrisch oder asymmetrische Basis der Nadeln ist stumpf bis stumpf-keilförmig, während die Spitze scharf zugespitzt, seltener stachelspitzig ist. Die Nadelränder sind zurückgebogen. Die Nadeloberseite ist dunkelgrün oder glänzend olivgrün gefärbt und an der Nadelunterseite findet man 19 bis 26 weiße bis bläulich weiße Stomatareihen.
Die Blütezeit von Cephalotaxus griffithii erstreckt sich von November bis März und die Samen reifen von August bis Oktober. Die blassgelben, männlichen Blütenzapfen sind bei einem Durchmesser von 4 bis 4,5 Millimetern kugelig geformt und stehen gelegentlich an einem 1 bis 5 Millimeter langen Stiel. Sie stehen in Gruppen von sechs bis acht und enthalten je sieben bis 13 Mikrosporophylle mit je drei bis vier Pollensäcken. Die weiblichen Zapfen haben einen 0,6 bis 1 Zentimeter langen Stiel und stehen einzeln oder in Gruppen von zwei bis drei zusammen. Sie sind von einem 2,2 bis 3 Zentimeter langen und 1,1 bis 1,2 Zentimeter dicken Samenmantel (Arillus) umgeben. Dieser ist anfangs grün und verfärbt sich zur Reife hin rot. Die verkehrt-eiförmigen bis verkehrt-eiförmig-elliptischen Samenkörner werden 2,2 bis 2,8 Zentimeter lang und haben eine scharf zugespitzte oder stachelspitzige Spitze.
Die Chromosomenzahl beträgt 2n = 24.

## Verbreitung und Standort
Das natürliche Verbreitungsgebiet von Cephalotaxus griffithii liegt im östlichen Indien, dem südlichen China und dem nördlichen Myanmar. In Indien umfasst es die in Arunachal Pradesh liegenden Mishmi-Berge sowie die Bundesstaaten Manipur und Nagaland. In China findet man die Art im westlichen Sichuan.
Cephalotaxus griffithii gedeiht in Indien in Höhenlagen von um die 1830 Metern.
Cephalotaxus griffithii wird in der Roten Liste der IUCN nicht geführt, sondern als ein Synonym von Cephalotaxus mannii angesehen. Diese Art wird als „gefährdet“ eingestuft. Als Hauptgefährdung werden die Umwandlung von Wäldern in Ackerland und Holzschlägerungen zusammen mit der langsamen Regenerationsrate genannt. Der Gesamtbestand der Art gilt als rückläufig.

## Systematik
Die Erstbeschreibung als Cephalotaxus griffithii erfolgte 1888 durch Joseph Dalton Hooker in The Flora of British India, Band 5 (15), Seite 648. Das Artepitheton griffithii ehrt den britischen Botaniker William Griffith. Die Art wird von einigen Autoren aufgrund der geringen morphologischen Unterschiede als ein Synonym von Cephalotaxus harringtonia oder von Cephalotaxus mannii behandelt.